# Бадалукко
Бадалукко (итал. Badalucco) — коммуна в Италии, располагается в регионе Лигурия, в провинции Империя.
Население составляет 1253 человека (2008 г.), плотность населения составляет 79 чел./км². Занимает площадь 16 км². Почтовый индекс — 18010. Телефонный код — 0184.
Покровителем коммуны почитается святой Георгий, празднование 23 апреля.

## Демография
Динамика населения:

## Администрация коммуны
- Официальный сайт: